# بی‌بی‌پور
بی‌بی‌پور (به انگلیسی: Bibi Pur) یک شهرک در پاکستان است که در ناحیه اوکارا واقع شده‌است. بی‌بی‌پور ۱۵۹ متر بالاتر از سطح دریا واقع شده‌است.